# Дальнее (Чечня)
Да́льнее (чечен. Дальни) — село в Наурском районе Чеченской Республики. Входит в Ищёрское сельское поселение.

## География
Расположено на северо-западе от райцентра станицы Наурской.
Ближайшие населённые пункты: на севере — хутор Кречетово, на юго-западе — село Бено-Юрт, село Гвардейское и станица Галюгаевская (Ставропольский край), на юго-востоке — станица Ищёрская, село Знаменское и село Рубежное, на западе — хутора Виноградный, Ленпосёлок и Советский (Ставропольский край), на востоке — хутор Капустино и село Свободное.

## История
В 1977 году Указом Президиума ВС РСФСР посёлок Новая МТФ овцесовхоза «Притеречный» переименован в село Дальнее.

## Население
| 1990 | 2002 | 2010 |
| ---- | ---- | ---- |
| 249  | ↘185 | ↘182 |

По данным переписи 2002 года, в селе проживало 90 мужчин и 95 женщин, 99 % населения составляли чеченцы.